# Funastrum rupicola
Funastrum rupicola är en oleanderväxtart som beskrevs av Goyder. Funastrum rupicola ingår i släktet Funastrum och familjen oleanderväxter. Inga underarter finns listade i Catalogue of Life.